# Franz von Mack

Franz Edler von Mack

Franz Mack (* 1. Jänner 1730 in Wien; † 8. November 1807 in Kalksburg), Edler von, war K.k. Hofjuwelier, Geheimer Rat und Besitzer der Herrschaft Kalksburg.

## Leben
Aus einfachen Verhältnissen stammend, brachte es Franz Mack in Wien zum Hof-Kammerjuwelier mit engen Beziehungen zu Kaiserin Maria Theresia und Kaiser Joseph II. Er war bekannt für seine vollendeten Goldschmiede- und Juwelierarbeiten.
Franz Mack zählte zu den frühbürgerlichen Aufsteigern der josephinischen Ära. 1783 war er Lehrling, 1785 Meister der Freimaurerloge „Zum heiligen Joseph“ in Wien. Er war Besitzer mehrerer Häuser in Wien und kaufte 1790 die Herrschaft Kalksburg, wo er den ehemals im Besitz der Fürstin Carolina Trautson befindlichen Adelssitz „Mon Pérou“ ausbaute. Mack gilt als Wohltäter des Ortes Kalksburg; er ließ die Kalksburger Pfarrkirche errichten und den Kalksburger Friedhof anlegen. Im Jahr 1791 wurde ihm der Adelstitel „Edler von“ verliehen.
1793 ließ Mack auf dem von ihm angelegten Kalksburger Friedhof eine Familiengruft errichten. Sein eigenes Grabmal befindet sich in der von ihm gestifteten Kalksburger Pfarrkirche „Zum heiligen Petrus in Ketten“. Im 23. Wiener Gemeindebezirk, zu dem die ehemals selbständige Gemeinde Kalksburg heute gehört, verläuft die nach Franz von Mack und seiner Familie benannte Mackgasse.